# Toxoptera citricidus
Toxoptera citricidus är en insektsart. Toxoptera citricidus ingår i släktet Toxoptera och familjen långrörsbladlöss. Inga underarter finns listade i Catalogue of Life.